# Alexander Rüstow
Alexander Rüstow, né le 8 avril 1885 à Wiesbaden et mort le 30 juin 1963 à Heidelberg, est un philosophe, philologue, économiste et sociologue allemand. Il est l'un des penseurs de l'ordolibéralisme et de l'économie sociale de marché.

## Biographie
Rüstow naît à Wiesbaden. Il effectue ses études dans les universités de Göttingen, Munich et Berlin, étudiant les mathématiques, la physique mais aussi des matières plus littéraires comme la philosophie, le droit et l'économie. Il obtient en 1910 un doctorat en philosophie de l'université de Heidelberg pour une thèse sur le paradoxe de Russell.
Il arrête ses études quand il devient engagé volontaire en 1914 dans l'armée impériale. Socialiste, il participe à la révolution qui débouchera sur la République de Weimar au sortir de la première guerre mondiale.
Il rejoint ensuite le ministère des Affaires économiques. Il participera alors à la nationalisation de l'industrie du charbon dans la Ruhr. Puis il adhère au syndicat des ingénieurs mécaniciens. C'est alors qu'il abandonne le planisme socialiste.
Il quitte l'Allemagne en 1933 avec l'arrivée au pouvoir d'Hitler. Il émigre d'abord en Suisse puis obtient un poste en Turquie, à l'université d'Istanbul, en histoire et géographie économique. En 1938, il participe à une réunion d'économistes et d'intellectuels libéraux, le colloque Walter Lippmann où il fait une longue et intéressante communication sur l'architectonique du libéralisme. À partir de 1943, il aide la Résistance allemande au nazisme depuis son exil stambouliote, et tente de faire le lien entre le Cercle de Kreisau d'une part, des représentants américains d'autre part. Toujours en 1943, il devient président de la branche stambouliote du Comité d'aide aux victimes du nazisme. En 1950, il revient enseigner à Heidelberg, jusqu'à sa retraite en 1956. Il y meurt en 1963.
Il est le père de Dankwart Rüstow (de) (1924-1996), professeur de sciences politiques à la City University of New York, spécialiste des transitions vers la démocratie et de la Turquie contemporaine.